# さいたま市スポーツ協会
公益財団法人 さいたま市スポーツ協会（こうえきざいだんほうじんさいたましスポーツきょうかい）は、埼玉県さいたま市桜区に所在する、さいたま市の体育やスポーツを振興し、市民生活の向上を図ることを目的とした公益財団法人。埼玉県スポーツ協会に加盟。

## 概要
浦和市体育協会・大宮市体育協会・与野市体育協会が統合し、さいたま市体育協会として2003年（平成15年）4月1日に設立された。2012年（平成24年）5月1日に公益財団法人へ移行。2019年（平成31年）4月1日に現在の名称に移行した。

## 加盟団体
2021年（令和3年）4月時点で、以下の36団体が加盟している。
- さいたま市陸上競技協会
- さいたま市水泳連盟
- さいたま市サッカー協会
- さいたま市スキー連盟
- さいたま市テニス協会
- さいたま市バレーボール連盟
- さいたま市体操協会
- さいたま市バスケットボール協会
- さいたま市スケート連盟
- さいたま市ウェイトリフティング協会
- さいたま市ハンドボール連盟
- さいたま市ソフトテニス連盟
- さいたま市卓球協会
- さいたま市野球連盟連合会
- さいたま市相撲連盟
- さいたま市フェンシング連盟
- さいたま市柔道連盟
- さいたま市ソフトボール協会
- さいたま市バドミントン協会
- さいたま市弓道連盟
- さいたま市剣道連盟
- さいたま市ラグビーフットボール協会
- さいたま市山岳連盟
- さいたま市空手道連盟
- さいたま市射撃連盟
- さいたま市なぎなた連盟
- さいたま市少林寺拳法協会
- さいたま市ゲートボール連盟
- さいたま市太極拳連盟
- さいたま市ゴルフ協会
- さいたま市パワーリフティング協会
- さいたま市トランポリン協会
- さいたま市小学校体育連盟
- さいたま市中学校体育連盟
- さいたま市合気道連盟
- さいたま市エアロビック連盟

## 主催行事
- さいたまシティマラソン - 浦和駒場スタジアムを起点としたマラソン大会。市・さいたま市教育委員会・陸上競技協会と共催。
- さいたま国際マラソン

## 協会所在地
- さいたま市桜区道場4-3-1 さいたま市記念総合体育館内[3]